# Borkou-Ennedi-Tibesti
Borkou-Ennedi-Tibesti is een van de 18 regio’s van Tsjaad. De hoofdstad is Faya-Largeau.

## Geografie
Met een oppervlakte van 600.350 km² is Borkou-Ennedi-Tibesti de grootste van de 18 regio’s van Tsjaad. Ze ligt in het noorden van het land. Borkou-Ennedi-Tibesti ligt in de Sahara en gedeeltelijk in de Sahel. In het noorden van deze regio ligt de Aouzoustrook, die de grens vormt met Libië. In het westen grenst de regio aan Niger en in het oosten aan Darfoer. 
De regio is onderverdeeld in vier departementen: Borkou, Ennedi Est, Ennedi Ouest en Tibesti. In Europa zijn alleen Rusland en Oekraïne groter dan deze regio.

## Bevolking
Er leven ruim 70.600 mensen (in 1993) in de regio, waarvan 59.500 sedentair en 11.100 nomadisch.
De voornaamste etnische volkeren zijn de Daza (55.96%), de Teda (22.63%), de Zaghawa (10.17%) en Arabieren (2.57%).
Regio's: Batha · Borkou-Ennedi-Tibesti · Chari-Baguirmi · Guéra · Hadjer-Lamis · Kanem · Lac · Logone Occidental · Logone Oriental · Mandoul · Mayo-Kebbi Est · Mayo-Kebbi Ouest · Moyen-Chari · Ouaddaï · Salamat · Tandjilé · Wadi Fira

Stad: Ndjamena